# André Muffang
André Muffang (Saint-Brieuc, 25 de juliol de 1897 - París, 1 de març de 1989) fou un jugador d'escacs francès, que fou campió de França el 1931. La FIDE li va atorgar el títol de Mestre Internacional el 1950, l'any de la creació del títol.
Actiu durant el període d'entreguerres, va reduir la seva activitat escaquística a començaments dels 1970s.

## Biografia i resultats destacats en competició
Muffang es va formar a l'École des Mines de París; fou tinent d'artilleria durant la Primera Guerra Mundial i va entrar el 1919 à l'École polytechnique. Va fer tota la seva carrera laboral dins l'alta administració del Cos d'Enginyers de Camins a Valenciennes, abans d'establir-se a París. Fou Enginyer en Cap de Camins i Ports, director general de la Société de construction des Batignolles i de la societat "Naphtachimie".
Va jugar als escacs com a amateur i formà part dels cercles de La Régence, després Philidor i finalment Caïssa. El 1923, va aconseguir acabar segon al torneig de Margate ex æquo amb Alekhine, Bogoljubov i Mitchell. Va ser Campió de França el 1931 a Lilla, i va participar en quatre Olimpíades d'escacs: el 1927 (+3 –3 =9), el 1928 (+9 =7), el 1935 al tercer tauler (+4 –4 =9) i el 1956 al primer tauler (+3 –5 =7).